# Thaumatoxena andreini
Thaumatoxena andreini är en tvåvingeart som beskrevs av Filippo Silvestri 1906. Thaumatoxena andreini ingår i släktet Thaumatoxena och familjen puckelflugor. Inga underarter finns listade i Catalogue of Life.